# Catocala roseosignata
Catocala roseosignata là một loài bướm đêm trong họ Erebidae.